# 鎮國公主
鎮國公主（1042年—1043年），本名不詳，為北宋第四代皇帝宋仁宗的皇女。生母张贵妃，即追赠温成皇后。
慶曆三年（1043年）封寶和公主，不久就薨逝，追封越國公主。母亲温成皇后时为正二品修媛嫔，因女儿之死而重病一场，对宋仁宗说，“所以召灾者，资薄而宠厚也。愿贬秩为美人，庶几可以消咎谴。”宋仁宗答应了她，降级为四品美人。
嘉祐四年（1059年）十二月，越國公主追封秦國公主。治平元年（1064年）六月，追封楚國長公主。宋徽宗即位后，于元符三年（1100年）三月，追封她为鎮國大長公主。后改公主为帝姬，政和四年（1114年）十二月，改封莊定大長帝姬。